# Shake It Up (álbum de The Cars)
Shake It Up é o quarto álbum de estúdio da banda estadunidense de pop rock The Cars, lançado em 1981.
| Críticas profissionais                                                      | Críticas profissionais |
| Avaliações da crítica                                                       | Avaliações da crítica  |
| Fonte                                                                       | Avaliação              |
| --------------------------------------------------------------------------- | ---------------------- |
| All Music Guide                                                             | [ 2 ]                  |
| Esta tabela precisa de ser acompanhada por texto em prosa. Consulte o guia. |                        |

## Faixas
Todas as letras escritas por Ric Ocasek, exceto onde indicado. 
| Lado A |                     |            |         |  |
| N.º    | Título              | Compositor | Duração |  |
| 1.     | "Since You're Gone" |            | 3:30    |  |
| 2.     | "Shake It Up"       |            | 3:32    |  |
| 3.     | "I'm Not the One"   |            | 4:12    |  |
| 4.     | "Victim of Love"    |            | 4:24    |  |
| 5.     | "Cruiser"           |            | 4:54    |  |

| Lado B |                      |                     |         |  |
| N.º    | Título               | -                   | Duração |  |
| 1.     | "A Dream Away"       |                     | 5:44    |  |
| 2.     | "This Could Be Love" | Greg Hawkes, Ocasek | 4:26    |  |
| 3.     | "Think It Over"      |                     | 4:56    |  |
| 4.     | "Maybe Baby"         |                     | 5:04    |  |